# Кошта, Афонсу
Афо́нсу Аугу́шту да Ко́шта (порт. Afonso Augusto da Costa 6 марта 1871, Сейя — 11 мая 1937, Париж) — португальский республиканский политик, в 1910-е годы трижды занимавший пост премьер-министра Португалии (1913—1914, 1915—1916, 1917). Одна из крупнейших политических фигур Первой Португальской республики. Основатель Демократической партии, активный участник Португальской революции.

## Биография
Родился на севере Португалии в городе Сейя, родители Себастьян Фернандеш да Кошта и Ана Аугушта Перейра. Учился в лицее в Гуарде, затем с 1886 года в Порту, где завершил среднее образование. С 1888 года учился на факультете права в Коимбрском университете, после окончания преподавал в том же университете, с 1900 года в должности профессора. В момент назначения он был самым молодым профессором Коимбрского университета.
15 сентября 1892 года в Коимбре женился на Алзире Коэлью де Кампуш де Барруш Абреу.
Кошта разделял республиканские убеждения, в 1897 году впервые выступал на митинге против планов правительства по приватизации железных дорог, быстро получил репутацию блестящего оратора и стал одним из лидеров Португальской республиканской партии. В 1899 году участвовал в выборах в Порту и был избран депутатом от республиканской партии, однако результаты выборов были аннулированы. 21 января 1900 году на повторных выборах снова был избран и стал одним из трёх первых депутатов-республиканцев. После отставки правительства на 25 ноября 1900 года были назначены новые выборы, на которых Республиканская партия в этот раз потерпела поражение, и Кошта потерял место в парламенте. В дальнейшем избирался в парламент в 1906—1907, 1908 и 1910 годах.

### Первая республика
После образования Первой республики 5 октября 1910 года Кошта был приглашён занять пост министра юстиции и по делам религии во Временном правительстве. Он выполнял эти обязанности до роспуска Временного правительства 4 сентября 1911 в соответствии в новой конституцией. Сам Коста был атеистом, и при нём были приняты столь важные законы, как закон об отделении церкви от государства, семейное право, закон о разводе, изгнание иезуитов, отмена ответственности за мнения в делах религии, проведена легализация церквей, отличных от католической, приватизация церковной собственности, введён запрет на религиозные шествия вне церковного периметра, и проведены прочие реформы. Этим он вызвал существенное недовольство консерваторов.
Кошта был одним из ведущих политиков Первой республики. 29 августа 1911 года он представил новую программу Республиканской партии, в которой партия позиционировалась как единственная политическая партия, поддерживавшая республику. Однако уже в феврале 1912 года партия распалась на более умеренную Эволюционистскую и более радикальную Демократическую.
С 9 января 1913 года по 9 февраля 1914 года Кошта возглавлял правительство Португалии, которое было сформировано Демократической партией и независимыми группами. 16 ноября 1913 года во главе Демократической партии выиграл парламентские выборы. Демократическая партия оставалась ведущей силой португальской политики до 1926 года.
2 марта 1914 года Кошта был назначен профессором и деканом факультета права и общественных наук Лиссабонского университета. 13 июня 1915 года снова выиграл парламентские выборы во главе Демократической партии с 69 % голосов, однако из-за несчастного случая вынужден был отправиться за границу на лечение и не смог возглавить правительство. Второй раз в своей карьере Афонсу Кошта стал премьер-министром 29 ноября 1915 года. На этот раз его правительство было однопартийным и включало лишь представителей Демократической партии. Сам Кошта, кроме поста премьер-министра, занимал пост министра финансов. 15 марта 1916 года, в связи с решением Португалии вступить в Первую мировую войну, было образовано правительство национального единства. Кошта ушёл с поста премьер-министра, уступив его представителю Эволюционистской партии Антониу Жозе ди Алмейде и оставшись министром финансов. 25 апреля 1917 года в третий и последний раз стал премьер-министром, сменив ди Алмейду. Третье правительство Кошты продержалось до 10 декабря 1917 года. Это правительство также было однопартийным, но пользовалось поддержкой Эволюционистской партии. 8 декабря произошёл военный переворот Сидониу Паиша, и Кошта был арестован.
Он вернулся в политику после убийства Паиша в декабре 1918 года. 12 марта 1919 года Кошта возглавил португальскую делегацию на мирных переговорах. 28 июня он подписал Версальский договор.
В 1922 году ставший к тому времени президентом ди Алмейда предложил Коште возглавить правительство, но Кошта, не имевший достаточной поддержки в парламенте, отказался. В 1923 году он поддержал кандидатуру Мануэла Тейшейры Гомиша на пост президента. В том же году снова отклонил предложение возглавить правительство.
После переворота Ошкара Кармоны в 1926 году и установления Нового Государства Кошта, не принимавший новый режим, поселился в Париже. Умер там 11 мая 1937 года, похоронен сначала в Нёйи-сюр-Сен, затем на кладбище Пер-Лашез. В 1971 году его прах был перенесён в Португалию и перезахоронен в Сейе.

## Награды
| Страна     | Дата           | Награда                                                                           | Награда                                                                           | Литеры |
| ---------- | -------------- | --------------------------------------------------------------------------------- | --------------------------------------------------------------------------------- | ------ |
| Португалия | 10 июля 1919 — | Кавалер Большого креста Военного ордена Башни и Меча, Доблести, Верности и Заслуг | Кавалер Большого креста Военного ордена Башни и Меча, Доблести, Верности и Заслуг | GCTE   |
| Португалия | 30 июня 1980 — | Кавалер Большого креста ордена Свободы (посмертно)                                | Кавалер Большого креста ордена Свободы (посмертно)                                | GCL    |